# Mediator (gazeta)
Mediator – magazyn poświęcony tematyce mediacji, wydawany od 1996 roku.
„Mediator” propaguje mediację i alternatywne formy rozwiązywania sporów. W pierwszej kolejności skierowany jest do sędziów i praktyków prawa, ale również do wszystkich zainteresowanych poruszanymi zagadnieniami. Na łamach kwartalnika prezentowana jest działalność Polskiego Centrum Mediacji oraz samych mediatorów, znajdują się tam artykuły dotyczące rozwoju instytucji mediacji i sprawiedliwości naprawczej w Polsce i za granicą, podsumowań realizowanych programów i konferencji, jak również refleksje i wskazówki doświadczonych mediatorów.
Kolejne numery wydawane są w marcu, czerwcu, wrześniu oraz grudniu.